# La Chapelle-Rainsouin
La Chapelle-Rainsouin é uma comuna francesa na região administrativa da Pays de la Loire, no departamento de Mayenne. Estende-se por uma área de 18,05 km². Em 2010 a comuna tinha 418 habitantes (densidade: 23,2 hab./km²).
No seu territòrio nasce o rio Ouette.